# Korallpion
Korallpion (Paeonia mascula) är en art i familjen pionväxter som förekommer naturligt i södra Europa och österut till norra Iran. Arten är en vacker och lättodlad trädgårdsväxt. 
Blomman är röd.